# مجنون تو (ترانه)
«مجنونِ تو» (به انگلیسی: Crazy for You) تک‌آهنگی از هنرمند اهل ایالات متحده آمریکا مدونا است که در سال ۱۹۸۵ میلادی منتشر شد.